# Строков, Вячеслав Всеволодович
Вячеслав Всеволодович Строков (29 октября 1909 — 6 июля 1984) — советский зоолог и писатель, защитник дикой природы. Автор более 120 научных и научно-популярных книг и статей по орнитологии, энтомологии и лесоводству. Наибольшее признание получили его книги «Пернатые друзья лесов» (М., 1960 и 1975), «Леса и их обитатели» (М.,1966), «Звери и птицы наших лесов» (М., 1961, 1964, 1973 и 1975), до сих пор использующиеся в школах для изучения природы.
По словам Председателя Северо-Осетинского отделения Союза охраны птиц России Ю. Е. Комарова, «В. В. Строков по справедливости считается одним из наиболее крупных орнитологов середины XX столетия. Им разработан ряд положений о птицах культурного ландшафта. Он является также одним из основателей метода привлечения птиц в полезащитные лесополосы… Как учёный В. В. Строков внёс значительный вклад в региональную орнитологию (Кавказ, Центр и Северо-Запад России), в частную экологию, зоогеографию, орнитологию культурных ландшафтов, теорию и практику привлечения птиц и в орнитологическую педагогику» (ж. «Стрепет» 2009 г., № 7, вып. 1-2) .

## Биография
Родился 29 октября 1909 года в Астрахани. Отец его Всеволод Петрович Строков (1881—1941) был священником, регентом хора, преподавателем новейшей русской литературы и инспектором Астраханского епархиального женского училища, мать (1886—1977) — школьной учительницей.
В конце 1915 года семья Строковых переехала на берега Байкала, где они жили поочерёдно в различных городах — Слюдянке, Петровском Заводе, Канске, Хилке, Иркутске, Чите и других. Поэтому детские и юношеские годы Вячеслав провёл в Сибири, где он хорошо изучил жизнь леса. Это позволило ему подрабатывать проводником в тайге. Любовь к лесу и его обитателям определила в дальнейшем выбор профессии.
После окончания семилетки работал воспитателем в школе, продавцом газет в киоске, счетоводом и каюром — погонщиком собак, запряженных в нарты. Об этом интересном периоде в его судьбе рассказал его бывший ученик Михаил Маратович Диев — ныне ботаник, поэт и радиоведущий:
— Вячеслав Всеволодович близко познакомился с культурой эвенков, подружился с ними. Они называли его «Лось». Это и неудивительно: сами они низкорослые, рядом с ними он казался огромным, да ещё с длинными ногами — имя само напрашивалось. Вячеслав Всеволодович увлекательно рассказывал мне, как они вместе с ним били в тайге белку и соболя тяжёлой деревянной стрелой с набалдашником, чтобы шкуру сохранять в целости. А ещё — из кремнёвого ружья: насыпали на полочку порох и стреляли с треноги. Они откочёвывали очень далеко. В тайге он пропадал по несколько месяцев. Когда приходили за ним для новой экспедиции, он просто оставлял на столе записку родителям: «Я в тайге». И никто не волновался! Знали, что там он как дома, не пропадёт.
В 1933 году В. В. Строков приехал в Ленинград, где устроился токарем на заводе, и на следующий год поступил в Ленинградскую лесотехническую академию, которую окончил в 1939 году. В ЛТА был старостой литературного кружка, которым руководил Олег Вадимович Рисс, и корреспондентом газеты «Лесная правда», где публиковал заметки под псевдонимом «Дядя Лось». Писал также множество стихотворений для стенгазеты.
В академии учился у профессоров В. Н. Сукачева, Г. Г. Доппельмаира, И. В. Оболенского, И. В. Тюрина, А. А. Ливеровского. Тогда же вышли в печать и его первые научные статьи об орнитофауне.
В студенческие годы Вячеслав на всю жизнь подружился с Григорием Логиновичем Шакуловым, ставшим детским писателем-натуралистом.
В 1938—1940 являлся заведующим учебно-опытного охотничьего хозяйства академии и учёным-охотоведом Ленинградского областного Совета спортивных обществ «Динамо». Занимался разведением лосей на ферме в Лисино Ленинградской области.
Участвовал в Великой Отечественной войне от первого до последнего дня (командир артиллерийской батареи на Карельском перешейке, в Стрельне и Невской Дубровке), четырежды был ранен и контужен. Окончил войну в чине капитана, награждён орденами и медалями.
После войны работал в Сочи заведующим отделом субтропического лесного хозяйства Сочинского дендрария, занимался разведением пробкового дуба на плантациях под Хостой, Адлером и Майкопским (диссертация 1953 года и ряд позднейших работ В. В. Строкова посвящены вопросам его осеверения).
С 1947 по 1951 — начальник Отдела защиты леса Министерства лесного хозяйства в Москве, сотрудник Всесоюзного научно-исследовательского института лесного хозяйства.
В 1950—1960-е годы В. В. Строков являлся ведущим в стране (наряду с проф. К. Н. Благосклоновым) специалистом по искусственным гнездовьям: скворечникам, синичникам, галчатникам и пр., призывал к повсеместному их внедрению c целью защиты от вредных насекомых сельскохозяйственных насаждений и парков (в противовес ядохимикатам) и предлагал наиболее функциональные их формы и размеры. В его книгах и статьях приводятся многочисленные подробные чертежи домиков для птиц. Учёный изучил в действии огромное их количество, несколько десятков тысяч, и следствием такой работы стало одно из открытий в этой области — парадоксальный вывод о пользе щелей. Если раньше в школах и юннатских кружках главным требованием к скворечнику было то, что он должен быть глухим, герметичным и не иметь ни малейших щёлочек или трещин (иначе птенцы будто бы погибнут от холода и сквозняков), то с помощью добросовестных скрупулёзных подсчётов В. В. Строкову удалось доказать, что именно щелеватость гнездовий помогает их заселению, причём заселению не разовому, а ежегодному. Например, в своём докладе «К вопросу о качественности искусственных гнездовий, изготовляемых школьниками», сделанном в 1964 году на 2-й Краснодарской зоологической конференции, он с помощью цифр показал, что птицы почти втрое чаще возвращаются на поселение к скворечникам со щелями, нежели без них. Объясняется это тем, что после вылета птенцов из глухих гнездовий материал в них не проветривается, мокнет и быстро загнивает (из-за чего птицы не селятся там вновь), тогда как в гнездовьях со щелями их нутро, как правило, остаётся сухим. В связи с этим он предлагает внести корректировки в руководства по изготовлению скворечников, используемые в школах: «Охотнее всего занимают щелеватые гнездовья скворцы, мухоловка-пеструшка, горихвостка и большая синица, то есть птицы, наиболее полезные в сельском и лесном хозяйстве… Щелеватость гнездовий, таким образом, оказалась не отрицательным качеством, как об этом трактует большинство авторов руководства, а положительным, способствующим выживаемости птенцов. Поэтому следует решительно отказаться от требования к школьникам делать исключительно глухие гнездовья».
Другие пожелания к изготовлению гнездовий у В. В. Строкова таковы: доски для них хотя бы на внутренней поверхности жилища желательно иметь необструганные, шероховатые, полезно даже сделать изнутри топором поперечные зазубрины или прибить специальные планки, тогда как снаружи, наоборот, лучше оставить стенки гладкими, без всяких украшений и палочек, чтобы труднее было проникнуть в домик хищникам; сами доски должны быть толстыми (нельзя использовать фанеру), это необходимо для поддержания постоянной температуры и во избежание деформации от влаги; дно не должно прибиваться снизу, его нужно вставлять в вертикальные стенки и закреплять сбоку гвоздиками; форма ромба для дна не годится, его надо делать либо квадратным, либо круглым; крышка обязательно должна быть снимающейся, а не прибитой наглухо, то есть иметь внутреннюю втулку (или пару планок), на которой она держится, причём желательно не пригонять её плотно, а оставить небольшую щёлку между ней и верхним краем стенки.
Ещё одно важное направление деятельности В. В. Строкова в области рукотворных гнездований — борьба за их массовость и повсеместность. Много внимания он уделял привлечению насекомоядных птиц в сады и парки Москвы — таких, как Сокольники, ЦПКиО им. Горького, Нескучный сад, Кузьминки, Измайловский, Мытищинский, Александровский сад возле Кремля, Лосиный остров и др.
В связи с этим председатель Союза охраны птиц России В. А. Зубакин отмечает: «Вячеслав Всеволодович был одним из пионеров биологического метода борьбы с вредителями лесного хозяйства в нашей стране. В эпоху директивной химизации народного хозяйства и повального увлечения ядохимикатами он аргументированно доказывал преимущества использования против вредителей леса их естественных врагов — птиц, причем доказывал не только с экологических позиций (к чему в те годы, да и позже, прислушивались мало), но и приводил специальные расчеты, показывая экономическую выгодность развески искусственных гнездовий для птиц по сравнению с применением ядохимикатов. Он разработал упрощенную конструкцию гнездовий и упрощенный способ их развески, в результате чего биологический метод борьбы с вредителями леса оказался почти вдвое дешевле химического».
В 1961—1966 годах жил в Тамбове и преподавал в Тамбовском педагогическом институте. Ряд статей В. В. Строкова посвящён фауне этого региона. В это же время он много ездит по стране, посещая различные заповедники и принимая активное участие в научных конференциях. В этот тамбовский период он пишет книги «Леса и их обитатели» и «Звери и птицы наших лесов», а также перерабатывает вышедшую ранее и предназначенную в основном детям книгу «Пернатые друзья лесов», последнее издание которой до сих пор пользуется популярностью в школах.
После окончательного переезда в Москву работал в Московском институте культуры (доцент кафедры зоологии), а также являлся лектором и учёным консультантом Пушкинского народного университета охраны природы, старшим научным сотрудником Сектора естественно-исторических музеев и сектора природы НИИ Культуры, почётным членом Всероссийского общества охраны природы. Особое место в деятельности В. В. Строкова занимают вопросы заселения птицами полезащитных лесополос и способы привлечения туда птиц на гнездовье, а также птицы антропогенных ландшафтов.
Благодаря тщательному и добросовестному изучению огромного множества гнёзд мелких певчих птиц В. В. Строкову удалось сделать интересное орнитологическое открытие. Суть его в том, что гнездостроительный рефлекс у птиц пластичен, то есть может изменяться от внешних условий. Его наблюдения опровергли утверждение зарубежных орнитологов Ф.Лоренца и О.Хайнрота о том, что акт постройки гнезда является заложенным раз и навсегда, «запрограммированным» комплексом действий. В статье «Врождённые и условные рефлексы у птиц и их влияние на выбор материалов для постройки гнёзд» («Зоологический журнал», 1964, том 43, вып. 6, Тамбовский ГПИ, с. 889—897) автор анализирует состав гнёзд горлицы, мухоловки, трясогузки, коноплянки, сорокопута-жулана и других птиц, и на основании собственных исследований доказывает, что для хозяйственного их освоения надо смотреть не на традиционные материалы, из которых строится гнездо, а на конкретное поведение данных птиц в данной местности. Птицы, вкусившие городской жизни, используют для плетения гнезда трамвайные билеты, кусочки целлофана, клочки ваты, бинты, тряпки, верёвки, сети, шнурки, конфетные обёртки и даже алюминиевые стружки! И если в естественных природных условиях птицы берут для постройки гнезда в основном одни и те же материалы, и отклонения в их выборе незначительны, то в городе — при недостатке привычных материалов — птицы используют то, что есть «под рукой» (точнее, под клювом — например, найденное автором статьи в Сочинском дендрарии гнездо сорокопута-жулана было построено из обрезков фотобумаги). В результате кропотливых исследований учёного выяснилось, что если какого-либо материала, годного для гнезда, хоть и отличающегося от естественного, на месте поселения имеется во множестве, то у птицы, при многократном строительстве из него жилья, закрепляется условный рефлекс, который угас бы, если бы данный материал использовался всего лишь раз или два. Но когда птица использует те же верёвки, стружки, конфетные обёртки постоянно, то в последующие годы она возьмёт для строительства уже испытанные обёртки и стружки, даже если рядом будет на этот раз и материал естественного происхождения, то есть тот, который всегда брали ранее её сородичи и предки. Это говорит о приобретённом рефлексе у птиц (в соответствии с учением И. П. Павлова), вопреки существовавшим ранее установкам.
Много времени проводил на полевой орнитологической практике со студентами и школьниками. Благодаря усилиям В. В. Строкова место уникальной урбанизированной колонии озёрных чаек на подмосковном озере Кийово имеет сегодня статус памятника природы всероссийского значения.
С 1957 по 1984 годы тесно сотрудничал с редакцией журнала «Юный натуралист», постоянно публикуя в нём заметки и ежедневно отвечая письмами на многочисленные вопросы детей. В начале 1980-х руководил (наряду с А. И. Быховым и др.) Клубом юных биологов и краеведов («КЮБиКом») на кордоне Коровино под Можайском.
Некоторые из бывших учеников В. В. Строкова являются сегодня ведущими российскими орнитологами — А. Ф. Ковшарь, В. А. Зубакин, А. Д. Нумеров, Н. Н. Дроздов, Ю. А. Комаров; его научную работу по изучению птиц продолжили также Е. Б. Климик, И. Д. Поляков, А. Д. Полякова, В. П. Белик, Е. Э. Шергалин, Ю.Артюхин, И.Горбань и другие. Многие из этих учёных оставили воспоминания о своём учителе.
Вячеслав Всеволодович всегда был частым гостем в школах, институтах, библиотеках, клубах, пионерских лагерях, домах и дворцах пионеров, на собраниях юннатских кружков, повсюду страстно призывая юное поколение беречь родную природу, с добротой относиться к ней и никогда не уносить из леса животных — ежей, зайчат, бельчат, птенцов или ящериц. В статье для детей в журнале «Лес и человек» под названием «Нашёл? Нет, похитил!» он пишет:
«Почти всех, кто слабее их, ребята стараются поймать, как будто лес для этих животных чужой и зверюшки забрели в него тоже случайно, как и сам ловец. Зачем надо поймать и потом унести пойманного к себе домой, иной „исследователь“ лесной жизни и сам не объяснит, но ловит обязательно.
И мальчики и девочки считают, что они „нашли“ животное. А как можно найти животное в его собственном доме, в природе, где его никто не терял и само оно тоже не потерянное. Поле, лес — это родной дом животного, к жизни в котором оно и приспособилось!
Взятых из природы животных тащат домой или в пионерский лагерь, не зная ничего ни об образе жизни этого животного, ни о его пище, кормят дома обычно не тем, чем оно питалось в природе, и потом недоумевают, почему это зверек, несмотря на заботы, вдруг умирает? Причем эти дети ещё и уверены, что они очень любят животных и стараются заботиться о них.
…Не надо брать из лесу животных: не нуждаются они в этом. Помните, что вы, увидев того или иного зверька, не „нашли“ его, а, взяв к себе домой, просто украли зверя у леса! И лес стал беднее от этого, а вы ничем не обогатились!..
Тащить из леса все, что придется, может только человек, не любящий природы, не понимающий её. Изъятие животных из леса — их дома — есть самое настоящее расхищение природных богатств нашей Родины!»
Умер В. В. Строков 6 июля 1984 года в Можайске, в один из сезонов проведения полевой практики с детьми-юннатами. Похоронен на Хованском кладбище в Москве.

## Семья
Первая жена — Мария Калинична Ломако (1901—1993)
Сын — Юрий Вячеславович Строков (1940—2001)
Вторая жена — Ольга Степановна Строкова (род. 1920)
Дочь — Елена Вячеславовна Санькова (р. 1950)
Дочь — Наталья Вячеславовна Болобова (р. 1952)
- 1939: Две статьи в сб. «Орнитофауна парка Лесохозяйственной Академии им. С. М. Кирова по наблюдениям 1936—1937 г. (сборник научно-исследовательских работ студентов Лесотехнических вузов, Ленинград)»
- 1950: «Животный мир районов полезащитного лесоразведения» (сб. «Преобразование фауны районов полезащитного лесоразведения» вып. 1 — М-Л, 5000 экз.)
- 1950: «Привлечение полезной фауны в полезащитные лесные полосы и водоёмы» (сб. «Преобразование фауны районов полезащитного лесоразведения» вып. 2 — М-Л, 5000 экз.)
- 1950: «Тополёвая моль-пестрянка и сиреневая моль и меры борьбы с ними» (М-Л, 5000 экз., 55 коп)
- 1950: «Птицы и вредители леса» (соавторы Формозов А. Н., Осмоловская В. И., Благосклонов К. Н. — М., изд-во Моск. об-ва испытателей природы)
- 1951: «Древесница въедливая» (соавтор Ухалин М. М., ж. «Лес и степь», № 12)
- 1951: «Использование птиц для борьбы с вредными насекомыми в парках, садах и огородах» (М. — Л., Гослесбумиздат, 5000 экз.)
- 1951: «Лес, уход за ним, его охрана и защита» (Всеросс. об-во охраны природы, М., 43 стр. 10000 экз.)
- 1951: «Привлечение птиц в полезащитные лесные полосы» («Лес и степь», т. 3, № 2, с. 37 — 41, илл.)
- 1951: «Придать борьбе с сусликами ударный характер» (сб. «Охрана природы», вып. 12)
- 1952: «Насекомые — первичные вредители дубов в г. Сочи и его окрестностях» («Энтомологическое обозрение», т. 32, стр. 69 — 75)
- 1952: «Птицы — друзья леса» (рецензия, «Лес и степь» № 4, с. 93 — 94)
- 1953: «Биологические основы осеверения пробкового дуба (Quereus suber L) и ускоренной эксплуатации его коры» (автореферат на соискание учёной степени кандидата биологических наук, Л., 100 зкз., инж. В. В. Строков)
- 1953: «Хозяйственно-ценные холодоустойчивые формы пробкового дуба» («Лесное хозяйство», № 8)
- 1953: «Применение конопли для защиты от личинок майского хруща», (Журнал «Лес и степь» — № 2)
- 1954: «Слепыши — вредители лесонасаждений» («Лесное хозяйство» № 10, с. 74 — 76, илл.)
- 1955: «Опыт использования гнездовий из бутылочной тыквы для привлечения птиц» («Лесное хозяйство», № 9, с. 57 — 60)
- 1955: «Привлечение птиц в сады для защиты от вредителей» («Сад и огород» № 3)
- 1955: сборник «Лесозащита», раздел 2 «Лесные звери и птицы» (главы 8 — 11) (соавторы А. А. Власов, А. И. Воронцов, Е. Н. Пономарева, С. К. Флеров; 15000 экз., 13р. 70коп.)
- 1956: «Влияние птиц-дуплогнездников на очаги непарного шелкопряда и дубовой листовертки» (кн. «Пути и методы использования птиц в борьбе с вредными насекомыми», труды совещаний 25-28 ноября 1953 г. и 21 — 23 декабря 1954 г. — Минсельхоз СССР, с. 75 — 80)
- 1956: «Опыт удешевления работ по привлечению птиц на гнездование» (кн. «Пути и методы использования птиц в борьбе с вредными насекомыми», М., с. 94 — 98, с табл.)
- 1956: «Сиреневая моль Gracilaria F. (Lepidoptera, Gracilariidae) и борьба с нею» («Энтомологическое обозрение», том 35, с. 789—798, библиогр. — 9 названий)
- 1956: «Некоторые практические рекомендации по привлечению и учёту птиц» («Лесное хозяйство» № 3, с. 47 — 49)
- 1956: «Техника использования фауны для защиты леса» (М-Л, «Лесная биотехника», изд. ВООП, Гослесбумиздат, 5000 экз.)
- 1956: «Случаи каннибализма у животных» («Природа» № 7, с. 97)
- 1957: «Птицы — наши друзья» (соавтор Ржевский Б. М. — Материал к лекции, «Охрана и природопользование», М., Общество по распространению политических и научных знаний, 10000 экз.)
- 1957: «Дежурные чайки» («Юный натуралист», № 6 за 1957 г., с. 7 — 8)
- 1957: «Охрана и привлечение полезных птиц» (типовая лекция для школьников, М., 4000 экз.)
- 1957: «Дежурные чайки» («Юный натуралист», № 6, а также много других статей в этом журнале — до 1984 г.)
- 1957: «Практические советы лесоводам по использованию птиц для борьбы с вредителями леса» (М, 21 с. , 5000 экз.)
- 1957: «О массовой задержке птиц в Подмосковье осенью 1957 года» («Охрана природы и озеленение», вып. 2, 1960 — соавторы: В. И. Марков, Е. Б. Климик) («Охрана природы и озеленение», вып. 2, изд-во ВООП, с. 70 — 71)
- 1957: «Синицы — друзья леса» («Лесное хозяйство» № 3, с. 44 — 46)
- 1958: «Живые лаборатории» («Юный натуралист», № 1 за 1958 г., с. 13)
- 1958: «Советы старшего товарища» («Юный натуралист», № 3 за 1958 г., с. 13)
- 1958: «Речные бобры» (редакция книги Ржевского Б. М., М.)
- 1958: «Почему задержались ласточки?» («Юный натуралист», № 4 за 1958 г., с. 37)
- 1959: «История с ёлочками» («Юный натуралист», № 4 за 1959 г., с. 35)
- 1959: «Организация работы по охране и привлечению насекомоядных птиц в зеленые насаждения городов» (кн. «Тезисы докладов Второй Всесоюзной орнитол. конференции», ч. 3, М., изд. МГУ, с. 106—107).
- 1959: «Осенние заботы о зимующих птицах» («Юный натуралист», № 10 за 1959 г., с. 35)
- 1959: «Зависимость интенсивности размножения скворца и мухоловки-пеструшки от площади дна гнездовья» («Охрана природы и озеленение», выпуск 1, М., изд-во ВООП, с. 27 — 29)
- 1959: «Снегирь» («Юный натуралист», № 12 за 1959 г., с. 12)
- 1960: «Опыт привлечения насекомоядных птиц в парки Москвы» (соавтор Е. Б. Климик)(«Охрана природы и озеленение», вып. 2, изд-во ВООП, с. 102—108)
- 1960: «Применение подсмольной воды для отпугивания сусликов от желудей при разведении дуба в степи» («Охрана природы и озеленение», выпуск 3, в сборнике «Лесоводство и садоводство», с. 113—115, библиогр.)
- 1960: «Обыкновенная чайка в ближнем Подмосковье» («Охрана природы и озеленение», вып. 4 «Птицы водоемов», ВООП, с. 77 — 94, иллюстр., библиогр.)
- 1960: «Птицы наземных ландшафтов Сочи-Мацестинского курортного района» («Охрана природы и озеленение», вып. 4 «Птицы водоемов», ВООП, с. 121—133, библиогр.)
- 1960: «К вопросу о выделении плакучей формы пробкового дуба» («Охрана природы и озеленение», выпуск 5, в сборнике «Лесоводство и садоводство», 1960)
- 1960: «Рыжие лесные муравьи — защитники леса» («Охрана природы и озеленение», выпуск 5, в сборнике «Лесоводство и садоводство»)
- 1960: «Победители конкурса» («Юный натуралист», № 6 за 1960 г., с. 33)
- 1960: книга «Пернатые друзья лесов» (1-е изд. — М.,Сельхозгиз, 174 стр., 30000 экз.)
- 1961: книга «Звери и птицы наших лесов» (1-е изд., М., 8000 экз.)
- 1961: «Почему хитрят воробьи?» («Юный натуралист», № 9 за 1961 г., с. 28)
- 1962: «Влияние антропогенных факторов на адаптивность авифауны, оказавшейся в пределах культурного ландшафта» (мат-лы 3-й Всесоюзной орнит. конференции, книга 2, Львов, с. 202—204)
- 1962: «Друзья природы в пионерских лагерях» (М., 5000 экз., 15 коп.)
- 1962: «Гнёзда-путешественники» («Юный натуралист», № 10 за 1962 г., с. 21)
- 1963: «Вертишейка в искусственных гнездовьях» («Орнитология», вып. 6., М., изд-во МГУ, с. 483)
- 1963: «Насекомоядные птицы в Москве» (Орнитология, вып. 4, М,, изд-во МГУ, с. 305—315, библиогр.)
- 1963: «К экологии коноплянки на юго-западе Москвы» (Орнитология, вып. 5, М,, изд-во МГУ, с. 290—299)
- 1963: «Охрана полезных видов муравьев и законодательство» (Симпозиум по использованию муравьев для борьбы с вредителями лесного и сельского хозяйства 24, М.)
- 1964: ряд разделов «Определителя позвоночных животных Тамбовской области» (соавторы Будниченко А. С, Рымашевский В. К., Скопцов А. Г.). Воронеж: Центрально-Чернозёмное книжное издательство, 389 с.
- 1964: «Степные поселения человека, как место сосредоточения гнездящейся авифауны» (Вторая научная конференция зоологов педвузов. Тезисы. Краснодар, 15 — 19 сент. 1964, с. 229—230)
- 1964: «Птицы зелёных насаждений города Тамбова» (сб. «Наш край», вып. 1, Воронеж — Тамбов, с. 60 — 70)
- 1964: «Врождённые и условные рефлексы у птиц и их влияние на выбор материалов для постройки гнёзд» («Зоологический журнал», том 43, вып. 6, Тамбовский Государственный педагогический институт, с. 889—897, резолюция на англ. яз.)
- 1964: «Стрепет в Тамбовской области» (соавтор А. Полякова, ж. «Охота и охотничье хозяйство», № 11, с. 14)
- 1964: «К вопросу о качественности искусственных гнездовий, изготовляемых школьниками» (кн. "Вторая научная конференция зоологов пединститутов, 15 — 19 сент. 1964 г., Краснодар — тезисы докладов, с. 228—229)
- 1964: книга «Звери и птицы наших лесов» (2-е изд., М., 8000экз.)
- 1965: «Заметки об осеннем питании лося в Сибири» (кн. «Биология и промысел лося», сб. 2, М., с. 159—161, библиогр.)
- 1965: «Пути проникновения птиц в города и их гнездование в городских условиях» (Учён. зап. Тамбовского пединститута, вып. 22, Тамбов, с. 286—304)
- 1965: «Культурные ландшафты и задачи орнитологических исследований» («Современные проблемы орнитологии», Фрунзе, ИЛИМ, с. 157—168, библиогр.)
- 1965: «Население птиц в полезащитных и снегозащитных лесных полосах северного лесостепья» (кн. «Новости орнитологии», Алма-Ата, с. 366—367)
- 1966: «К вопросу об искусственном заселении Алма-Аты полезными птицами» (кн. «Охрана и рациональное использование ресурсов дикой живой природы», Алма-Ата, с. 65 — 67)
- 1966: «Птицы водоёмов, расположенных близ населенных пунктов» (кн. «Охрана и рациональное использование ресурсов дикой живой природы», Алма-Ата, с. 158—159)
- 1966: книга «Леса и их обитатели» (соавтор Дмитриев Ю. Д. — М., «Лесная промышленность», 325 с., 35000 экз.)
- 1966: «Позвоночные мирмекофаги и их значение в жизни колоний муравьёв рода Formica» («Зоол. журнал», т. 45, вып. 12, с. 1835—1842, библиогр.)
- 1967: «Особенности распределения птиц в лиственных лесах у юго-западных границ Москвы» («Животное население Москвы и Подмосковья» — М., с. 26 — 27)
- 1966: «От практики — к науке» («Охота и охотничье хозяйство» 1966, № 3. С. 16-17)
- 1967: «Выпадение птенцов из гнёзд как фактор выживания вида» (автореферат доклада, прочитанный на заседании секции зоологов МОИП 18 марта 1967 г. — "Бюллетень Моск. об-ва испытателей природы, т. 72, Отдел биологии, вып. 5, с. 156)
- 1967: «О населении птиц посёлков сельского типа в Московской области» («Животное население Москвы и Подмосковья» — М., с. 29 — 30)
- 1967: «Особенности гнездования птиц в искусственных гнездовьях и в естественных дуплах» («Зоологическая жизнь», т. 46, вып. 12, с 1831—1836, резюме на англ. яз., библиогр. — 13 названий)
- 1968: «Численность птиц в лесных полосах северного лесостепья» (Орнитология, вып. 9. М. Изд. МГУ, с. 77 — 87)
- 1968: «Гнездование водных птиц на мелких водоёмах, созданных человеком» (кн. «Ресурсы водоплавающей дичи в СССР, их воспроизводство и использование», вып. 1, М., с. 21 — 23)
- 1968: «Водоплавающие птицы, зимующие у черноморских берегов Кавказа» (кн. «Ресурсы водоплавающей дичи в СССР, их воспроизводство и использование», вып. 1, М., с. 116—117)
- 1968: «Выбрасывание птенцов из гнёзд взрослыми птицами» («Зоол. журнал», т. 47, вып. 6, с. 951—952) (эта же статья: «Русский орнит. журнал», 2003, т. 12, экспресс-выпуск № 226, с. 565—568, иллюстр., библиогр.)
- 1969: «О принципах определения полезной деятельности насекомоядных и хищных птиц в сельском и лесном хозяйствах» (кн. «Орнитология в СССР», т. 2, Ашхабад, с. 623—625)
- 1969: «Связи животных с человеком и зоогеография» (кН. «Синантропизация и доместикация животного населения», М., с. 11 — 13)
- 1969: «Методика показа ленинских материалов в экспозициях отделов природы краеведческих музеев» — М., 700 экз.)
- 1969: «Методика экспозиционной и массовой научной работы отделов природы краеведческих музеев» (под ред. В. В. Строкова, М., 700 экз.)
- 1969: «Морские свинки» («Юный натуралист», № 3 за 1969 г., с. 54)
- 1970: «Орнитофауна некоторых городов Советского Союза и её динамика» (кН. «Материалы Московского филиала Геогр. общества СССР. Биогеография», вып. 3, сб. 82, М., Мысль, с. 20 — 22; то же в кн. «Вопросы географии», с. 146—159)
- 1970: «Поселение птиц в городских зеленых насаждениях» (кн. «Материалы Пятой межвузовской зоогеографической конференции: влияние антропогенных факторов на формирование зоогеографических комплексов», материалы докладов, ч. 2, Казань, с. 142—143)
- 1970: «Население птиц г. Выборга и его динамика» (кн. "Материалы Седьмой Прибалтийской орнитологической конференции, т. 3, Рига, с. 80 — 82)
- 1970: «Животный мир Тамбовской области и его охрана» (соавторы Скопцов А. Г., Скопцов В. Г.); Тамбов,. — 89 с. , с. 96-101 (ротапринт)
- 1970, «Пропаганда идей охраны природы и её животного мира в краеведческом и других музеях области», в кн. Природа, её охрана и рациональное использование, Тезисы, стр. 44 — 46.
- 1971: «Учись правильно вести себя в природе, будь ей другом (советы школьникам и поинервожатым)» (соавтор А. Ф. Вислобоков, Тамбов, 700 экз.)
- 1971: «Орнитофауна населенных пунктов и их окрестностей юго-восточной части Красноярского края» (соавтор Ким Т. А., сб. «Проблемы высшей нервной деятельности человека и животных. Вопросы зоологии», Красноярск)
- 1972: «Добрый волшебник» («Юный натуралист», № 1 за 1972 г., с. 22)
- 1972: «<Утята-парашютисты>» («Юный натуралист», № 7 за 1972 г., с. 40)
- 1973: «О бережном отношении к полезным насекомым» (кн. «Материалы научного совещания зоологов пед. институтов», Владимир, с. 147—149)
- 1973: книга «Звери и птицы наших лесов» (3-е изд., М.,"Лесная промышленность", 40000 экз.)
- 1973: «Изготовление и вывешивание искусственных гнездовий» (Биология в школе, 1973 г. № 5, с. 76 — 79)
- 1973: «Озеленение Москвы и население птиц» («География Москвы и Подмосковья», материалы научной конференции — М, 1973 , с. 128—136)
- 1973: «Заветная поляна» («Юный натуралист», № 6 за 193 г., с. 1 — 3)
- 1974: «Зимовки водоплавающих птиц у Черноморских берегов Кавказа» («Орнитология», вып. 11, М., МГУ, с. 274—278, библиогр.)
- 1974: «О бережном отношении к полезным насекомым Сибири» (кн. «Природа, её охрана и рациональное использование», Иркутск, с. 167—171)
- 1974: «Долго ли живут бабочки?» и «Поют ли дятлы?» («Юный натуралист», № 1 за 1974 г., с. 41)
- 1974: «Пропаганда охраны природы в краеведческих музеях» (сб. «Вопросы музейной работы», М,Труды НИИ Культуры, № 11, стр. 85 — 127)
- 1974: «Чайный гриб» и «Чернильные орешки» («Юный натуралист», № 7 за 1974 г., с. 43, соавтор Н. К. Носкова)
- 1975: «<О сумчатых животных>» («Юный натуралист», № 3 за 1975 г., с. 42)
- 1975: книга «Пернатые друзья лесов» (2-е изд., М., «Просвещение», 143 с., 100000 экз., 38 коп.)
- 1975: книга «Звери и птицы наших лесов» (4-е изд., М.,"Лесная промышленность")
- 1976: «Кольцуем скворца» («Юный натуралист», № 3 за 1976 г., с. 41)
- 1976: «Не вспугни зарянку!» («Юный натуралист», № 6 за 1976 г., с. 5 — 9)
- 1978: «Нашёл? Нет, похитил!», «Кольцуем птиц», «Сколько едят птицы?», «Как выпустить птицу из клетки? » (рубрика «Это надо знать» в ежег. журнале «Лес и человек»)
- 1981: «Гнездовья для хищных птиц» («Юный натуралист», № 3 за 1981 г., с. 29 — 30)
- 1981: «Не осовели, а объелись» («Юный натуралист», № 10 за 1981 г., с. 37)
- 1981: «Тесно ли птенцам в гнезде?» («Юный натуралист», № 11 за 1981 г., с. 32)
- 1981: «Когда мороз не страшен» («Юный натуралист», № 12 за 1981 г., с. 33)
- 1982: «Пора птичьих новоселий» («Юный натуралист», № 3 за 1982 г., с. 25)
- 1982: «Дом для аиста» («Юный натуралист», № 10 за 1982 г., с. 34 — 35)
- 1983: «Уголок юнната» («Лес и человек», 1983 г., с. 94)
- 1983: «А это что такое?» («Юный натуралист», № 3 за 1983 г., с. 37)
- 1984: «Осторожно: слёток!» («Юный натуралист», № 7 за 1984 г., с. 12 — 13)
- 1984: «Дикие птицы в городе» («Лес и человек», № 8 за 1984 г.)